# اندی کلبرگ
 اندی کلبرگ (انگلیسی: Andy Kohlberg؛ زاده ۱۷ اوت ۱۹۵۹) یک تنیس‌باز اهل ایالات متحده آمریکا است.